# 2304 Slavia
2304 Slavia је астероид главног астероидног појаса са пречником од приближно 11,88 .
Афел астероида је на удаљености од 2,960 астрономских јединица (АЈ) од Сунца, а перихел на 2,268 АЈ.
Ексцентрицитет орбите износи 0,132, инклинација (нагиб) орбите у односу на раван еклиптике 13,587 степени, а орбитални период износи 1543,953 дана (4,227 године).
Апсолутна магнитуда астероида је 12,40 а геометријски албедо 0,137.
Астероид је откривен 18. маја 1979. године.